# Ludwig Pohnert
Ludwig Josef Pohnert (* 22. August 1885 in Kettowitz, Böhmen; † 12. Oktober 1964 in Wien) war österreichischer Gymnasialdirektor, Germanist und Autor.

## Leben
Pohnert wurde als Sohn des Wirtschaftsbesitzers Josef Adolf Pohnert (1853–1919) und der Theresia Franziska geb. Krehan (1864–1944) geboren. Sein Vater war, wie schon sein Großvater, langjähriger Ortsvorsteher der Gemeinde Kettowitz bei Podersam. Zwei Schwestern seines Vaters heirateten in die Familie Tobisch ein. Ein Großonkel war der kaiserliche Rat Karl von Pohnert. 
Nach Absolvierung des Gymnasiums in Kaaden studierte er an der Deutschen Universität in Prag und legte 1908 die Lehramtsprüfung für Mittelschulen in den Fächern Deutsch und Latein als Hauptfächer und Griechisch als Nebenfach ab. Am 2. März 1910 promovierte er bei Laube über die Kritik und Metrik von Wolframs Titurel zum Dr. phil. Nach mehrjähriger Lehrtätigkeit am Humanistischen Staatsgymnasium in Linz, an dem er die Fächer Deutsch, Latein und Griechisch unterrichtete, wurde Pohnert im Jahre 1911 als Gymnasiallehrer nach Triest versetzt. Bis 1918 lehrte er am Deutschen Mädchen-Lyzeum in Triest. 
Am 1. April 1918 ehelichte er in Graz die Künstlerin Rosa Karolina Resch (1886–1978). Ab 1918 wirkte Ludwig Pohnert als Gymnasiallehrer in Wien, ehe er 1936 zum Direktor des Bundesgymnasiums im 18. Wiener Bezirk ernannt wurde. Er versah dieses Amt bis 1945. Neben seiner Lehrtätigkeit befasste sich Pohnert mit der deutschen Sprache. Er verfasse in Zusammenarbeit mit verschiedenen Germanisten einige Bücher, darunter auch Lehrbücher für Mittelschulen und Gymnasien.
Er starb am 12. Oktober 1964 an den Folgen eines schweren Verkehrsunfalles und wurde auf dem Wiener Friedhof Neustift beigesetzt.

## Schriften
- 1908: Kritik und Metrik von Wolframs Titurel
- 1929: Deutsches Lesebuch für Mittelschulen
- 1931: Die Saat. Deutsches Lesebuch für Mittelschulen – Band sechs
- 1932: Die Saat. Deutsches Lesebuch für Mittelschulen – Band sieben
- 1932: Einführung in das deutsche Schrifttum
- 1933: Einführung in das deutsche Schrifttum Teil 2
- 1936: Der deutsche Idealismus
- 1940: Das ewige Deutschland
- 1941: Der Mensch der germanisch-deutschen Frühzeit
- 1942: Die Selbstbefreiung des deutschen Geistes